# يوسف أكناو
يوسف أكناو  (16 فبراير 1984 المغرب) هو لاعب كرة قدم مغربي.

## روابط خارجية
- يوسف أكناو على موقع قاعدة بيانات كرة القدم.إي يو (الإنجليزية)